# Mark Winegardner
Mark Winegardner (Bryan, 24 novembre 1961) è uno scrittore statunitense.
È autore di due libri sulla scia della serie Il padrino di Mario Puzo.

## Biografia
Nato e cresciuto in Ohio, si laurea con il massimo dei voti all'Università di Miami ed ottiene un master in scrittura creativa alla George Mason University. Pubblica il suo primo libro all'età di 26 anni.
Ha insegnato alle università di Miami, George Mason, George Washington e John Carroll. Attualmente insegna inglese e scrittura creativa all'università statale di Tallahassee, in Florida.
I suoi libri hanno vinto moltissimi premi da parte di riviste e consigli in tutti gli Stati Uniti d'America.

## Opere
- Il ritorno del padrino (The Godfather Returns) (2004)
- La vendetta del padrino (The Godfather's Revenge) (2006)
- That's True of Everybody
- Crooked River Burning
- The Veracruz Blues